# Canal de Picadas
El Canal de Picadas, es un canal de transporte de agua, gestionado por el Canal de Isabel II, empresa que suministra el agua a Madrid, que enlaza el embalse de Picadas, con la Estación de Tratamiento de Agua Potable (ETAP) de Majadahonda. Tiene una longitud de 49,2 km y una capacidad de conducción de 3,6 m³/s, ó 3,8 m³/s, según la fuente de información consultada. Su entrada en servicio fue en el año 1967.
Es el primer gran canal del abastecimiento de Madrid que requiere elevaciones, dado que el lugar de captación, en el río Alberche se encuentra a una cota muy inferior a la de la villa de Madrid. Cuenta con dos estaciones elevadoras: Picadas, con una altura de elevación de 216 m y una potencia instalada de 13.425 kW; y Colmenar del Arroyo I, con una altura de elevación de 100 m y una potencia instalada de 8.243 kW.

## Descripción detallada
Este canal consta de los siguientes elementos: una estación elevadora, Picadas, en el margen izquierdo del embalse de Picadas; una tubería de impulsión de 1600 mm de diámetro y 600 m de longitud de acero electrosoldado, que termina en una chimenea de equilibrio; una conducción compuesta a su vez por: un sifón de diámetro 1.600 mm y 2 km de longitud; un canal por gravedad de sección rectangular  de 2,30 por 1,90 m y 3,2 km de longitud; un nuevo sifón, análogo al primero de 1,5 km de desarrollo; un nuevo tramo de canal que sirve también de depósito de compensación, de 7,7 km de longitud, con sección de 4,00 por 3,00 m; un corto sifón de 130 m de longitud que alimenta a la segunda estación elevadora de la línea, Colmenar del Arroyo I. De esta elevadora parte una tubería de impulsión de 1.600 mm de diámetro y 350 m de longitud, de hormigón pretensado con camisa de palastro, que termina en una chimenea de equilibrio. En este punto tiene su origen la conducción, ya por gravedad, hasta Majadahonda, formada por una tubería de hormigón armado de 1.600 mm de diámetro y 33,4 km de longitud, en su mayoría enterrada, con algún tramo en galería de túnel y los cruzamientos de vaguadas y ríos, resueltos por portasifones.
Este canal tradicionalmente solo se ha usado en los periodos en que las reservas de agua en los embalses, desde los que se puede alimentar Madrid por gravedad, descienden, dado el importante consumo de energía eléctrica que requiere su utilización. Ha sufrido múltiples roturas, sobre todo en los momentos de puesta en marcha. Actualmente la existencia de un nuevo canal desde el río Alberche, Trasvase San Juan-Valmayor, que permite captar el agua a una cota más elevada, embalse de San Juan, y almacenarla en otro embalse, desde donde el canal que parte del mismo, canal de Valmayor, ya por gravedad, lleva el agua tratada en la ETAP de Valmayor, también al nudo de Majadahonda, ha hecho que este canal haya perdido una parte de la utilidad que tuvo en el momento de su construcción.
No obstante a partir del año 2008 desde este canal se ha derivado un ramal, con una capacidad de 1 m³/s, hasta la ETAP de Griñón, pudiendo ser abastecida esta instalación, aparte de la red de pozos de la zona, por agua del río Alberche procedente del embalse de Picadas.